# Mashʼal Muborak
Mashʼal Muborak (uzb. «Mashʼal » (Muborak) futbol klubi, ros. Футбольный клуб «Машъал» Мубарек, Futbolnyj Kłub "Maszał" Mubariek) – uzbecki klub piłkarski z siedzibą w Muboraku, w wilajecie kaszkadaryjskim.

## Historia
Piłkarska drużyna Mashʼal została założona w mieście Muborak w 1991.
W 1992 klub debiutował w Burunczi Lidze Uzbekistanu. W 1994 zajął pierwsze miejsce i awansował do Oʻzbekiston PFL.
W 1995 pod nazwą Metallurg debiutował w Wyższej Lidze Uzbekistanu, w której występuje do dziś, z wyjątkiem lat 1997–2001, kiedy to zmagał się w Burunczi Lidze.

## Sukcesy
- wicemistrz Oʻzbekiston PFL:

2005
- finalista Pucharu Uzbekistanu:

2006